# Университет Сан-Паулу
Университет Сан-Паулу (порт. Universidade de São Paulo) — один из университетов Бразилии.
Учебно-исследовательские подразделения УСП (всего их 40) расположены в 11 кампусах: 4 —  в г. Сан-Паулу, 2 —  в Сан-Карлусе, и по одному в Бауру, Пирасикабе, Пирасунунге, Лорене и в Рибейран-Прету. Среди объектов университета есть 4 заведения здравоохранения, 4 музея, 44 библиотеки и кинотеатр.
Ректором университета является Ваан Акопян.
Среди научных разработок университета телескоп BINGO и кибернетическая рука Kanguera.

## Учебно-исследовательские и научные подразделения университета

### в Сан-Паулу
- Художественно-гуманитарное училище/Escola de Artes, Ciências e Humanidades (EACH)
- Гуманитарно-художественное училище/Escola de Comunicações e Artes (ECA)
- Училище физической культуры и спорта/Escola de Educação Física e Esporte (EEFE)
- Медицинское училище/Escola de Enfermagem (EE)
- Политехническая школа/Escola Politécnica (Poli)
- Факультет архитектуры и градостроительства/Faculdade de Arquitetura e Urbanismo (FAU)
- Факультет фармацевтики /Faculdade de Ciências Farmacêuticas (FCF)
- Юридический факультет/Faculdade de Direito (FD)
- Факультет экономики, менеджмента и бухгалтерского учёта/Faculdade de Economia, Administração e Contabilidade (FEA)
- Педагогический факультет/Faculdade de Educação (FE)
- Факультет философии, лингвистики и других гуманитарных наук/Faculdade de Filosofia, Letras e Ciências Humanas (FFLCH)
- Факультет медицины/Faculdade de Medicina (FM)
- Ветеринарно-зоотехнический факультет/Faculdade de Medicina Veterinária e Zootecnia (FMVZ)
- Факультет одонтологии/Faculdade de Odontologia (FO)
- Факультет общественного здравоохранения/Faculdade de Saúde Pública (FSP)
- Институт астрономии, геофизики и метеорологии/Instituto de Astronomia, Geofísica e Ciências Atmosféricas (IAG)
- Биологический институт/Instituto de Biociências (IB)
- Институт биомедицинских наук/Instituto de Ciências Biomédicas (ICB)
- Институт электротехники и электроэнергетики/Instituto de Eletrotécnica e Energia (IEE)
- Институт междисциплинарных исследований в науке и культуре/Instituto de Estudos Avançados (IEA)
- Институт истории и культуры Бразилии/Institutos de Estudos Brasileiros (IEB)
- Институт физики/Instituto de Física (IF)
- Геолого-географический институт/Instituto de Geociências (IGc)
- Институт математики и статистики/Instituto de Matemática e Estatística (IME)
- Институт тропической медицины в Сан-Паулу/Instituto de Medicina Tropical de São Paulo (IMTSP)
- Институт психологии/Instituto de Psicologia (IP)
- Институт химии/Instituto de Química (IQ)
- Институт международных отношений/Instituto de Relações Internacionais (IRI)
- Океанографический институт/Instituto Oceanográfico (IO)

### в Бауру
- Факультет одонтологии в Бауру/Faculdade de Odontologia de Bauru (FOB)

### в Лорене
- Техническое училище Лорены/Escola de Engenharia de Lorena (EEL)

### в Пирасикабе
- Центр ядерной энергии в сельском хозяйстве/Centro de Energia Nuclear na Agricultura (Cena)
- Высшее аграрное училище имени Луиса ди Кейроса/Escola Superior de Agricultura Luiz de Queiroz (Esalq)

### в Пирасунунге
- Факультет технологий в животноводстве и пищевой промышленности/Faculdade de Zootecnia e Engenharia de Alimentos (FZEA)

### в Рибейран-Прету
- Училище физической культуры и спорта в Рибейран-Прету/Escola de Educação Física e Esporte de Ribeirão Preto (EEFERP)
- Медицинское училище в Рибейран-Прету/Escola de Enfermagem de Ribeirão Preto (EERP)
- Факультет фармацевтики, исследований продуктов питания и медицинских анализов в Рибейран-Прету/Faculdade de Ciências Farmacêuticas de Ribeirão Preto (FCFRP)
- Юридический факультет в Рибейран-Прету/Faculdade de Direito de Ribeirão Preto (FDRP)
- Факультет экономики, менеджмента и бухгалтерского учёта в Рибейран-Прету/Faculdade de Economia, Administração e Contabilidade de Ribeirão Preto (FEARP)
- Факультет гуманитарных и естественных наук/Faculdade de Filosofia, Ciências e Letras de Ribeirão Preto (FFCLRP)
- Факультет медицины в Рибейран-Прету/Faculdade de Medicina de Ribeirão Preto (FMRP)
- Факультет одонтологии в Рибейран-Прету/Faculdade de Odontologia de Ribeirão Preto (FORP)

### в Сан-Карлусе
- Техническое училище Сан-Карлуса/Escola de Engenharia de São Carlos (EESC)
- Институт математики и информатики/Instituto de Ciências Matemáticas e da Computação (ICMC)
- Институт физики в Сан-Карлусе/Instituto de Física de São Carlos (IFSC)
- Институт химии в Сан-Карлусе/Instituto de Química de São Carlos (IQSC)

### в Сан-Себастьяне
- Центр морской биологии/Centro de Biologia Marinha (Cebimar)

Университет участвует в работе обсерватории Пико дос Диас.

## Музеи
- Музей современного искусства
- Музей Паулиста
- Зоологический музей
- Музей археологии и этнологии
- Музей ветеринарной анатомии[порт.] Университета Сан-Паулу

## Галерея
- университетский городок имени Арманду Саллеса ди Оливейры, Сан-Паулу
- юридический факультет, Сан-Паулу
- факультет медицины, Сан-Паулу
- кампус в Сан-Паулу, где размещено художественно-гуманитарное училище
- библиотека факультета архитектуры и градостроительства, Сан-Паулу
- гуманитарно-художественное училище, Сан-Паулу
- Институт математики и информатики, Сан-Карлус
- Институт математики и информатики, Сан-Карлус